# Pierre Jacques Dierckx

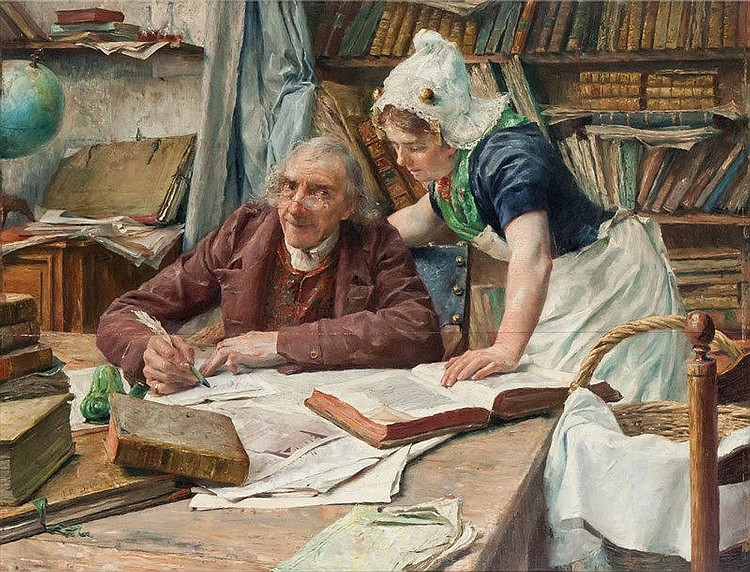
Im Studio

Pierre Jacques Dierckx (* 27. Juli 1855 in Antwerpen; † 22. März 1947 in Brüssel) war ein belgischer Genremaler, Aquarellist und Dekorateur. 

## Leben und Wirken
Dierckx studierte an der Koninklijke Academie voor Schone Kunsten van Antwerpen bei Lucas Victor Schaefels, dann an der École des beaux-arts de Paris bei Paul Baudry sowie in den Ateliers von Georges Delfosse und Étienne Omer Wauquier. 1879 wurde er Schüler von Charles Verlat.
Der Maler unternahm Studienreisen nach Italien, Bretagne, Holland. 
Dierckx schuf Wanddekorationen für die Weltausstellung 1894 in Antwerpen und gewann eine Goldmedaille bei der Weltausstellung Brüssel International – 1910. Der Künstler malte intime Szenen, Innenräume, Landschaften, beeinflusst vom Maler Jozef Israëls. Er war Mitglied der Antwerpener Kunstakademie.